# Morinda
Morinda (Morinda L.) – rodzaj roślin z rodziny marzanowatych. Należą do niego 42 gatunki. Występują one na wszystkich kontynentach strefy międzyzwrotnikowej, przy czym na samej tylko Nowej Kaledonii rośnie ich 14 gatunków. 
Rośliny z tego rodzaju wykorzystywane są jako lecznicze w medycynie tradycyjnej, zwłaszcza morinda cytrynolistna M. citrifolia, ale także M. lucida. Owoce morindy cytrynolistnej bywają spożywane, aczkolwiek aromat ich jest mało przyjemny, miąższ wodnisty, a dodatkowo podejrzewa się je o właściwości trujące.

## Systematyka
Synonimy
Belicea Lundell, Belicia Lundell, Bellynkxia Müll. Arg.
Gutenbergia Walp., orth. var., Guttenbergia Zoll. & Moritzi, Imantina Hook. f., Pogonanthus Montrouz., Rojoc Adans., Sphaerophora Blume, Stigmanthus Lour., Stigmatanthus Roem. & Schult., orth. var.
Pozycja systematyczna według APweb (aktualizowany system APG III z 2009)
Należy do rodziny marzanowatych (Rubiaceae), która jest kladem bazalnym w obrębie rzędu goryczkowców (Gentianales) z grupy astrowych spośród roślin okrytonasiennych
Pozycja w systemie Reveala (1993–1999)
Gromada okrytonasienne Cronquist, podgromada Magnoliophytina Frohne & U. Jensen ex Reveal, klasa Rosopsida Batsch, podklasa jasnotowe Takht. ex Reveal, nadrząd Gentiananae Thorne ex Reveal, rząd marzanowce Dumort., podrząd Rubiineae Raf., rodzina marzanowate Juss., plemię Morindeae Kostel., podplemię Morindinae DC., rodzaj Morinda (Morinda L.).
Wykaz gatunków
- Morinda angolensis (R.D.Good) F.White
- Morinda angustifolia Roxb.
- Morinda asteroscepa K.Schum.
- Morinda bracteata Roxb.
- Morinda buchii Urb.
- Morinda carnosa Venturina, E.E.L.Suarez & Alejandro
- Morinda chrysorhiza (Thonn.) DC.
- Morinda citrifolia L. – morinda cytrynolistna
- Morinda coreia Buch.-Ham.
- Morinda corneri K.M.Wong
- Morinda elliptica (Hook.f.) Ridl.
- Morinda fasciculata Benth.
- Morinda hoffmannioides Standl.
- Morinda intermedia (Setch. & Christoph.) Razafim. & B.Bremer
- Morinda latibractea Valeton
- Morinda leiantha Kurz
- Morinda longiflora G.Don
- Morinda longipetiolata Steyerm.
- Morinda longissima Y.Z.Ruan
- Morinda lucida Benth.
- Morinda mayorii (Setch.) Razafim. & B.Bremer
- Morinda mefou Cheek
- Morinda moaensis Alain
- Morinda morindoides (Baker) Milne-Redh.
- Morinda multinervis (Setch. & Christoph.) Razafim. & B.Bremer
- Morinda nana Craib
- Morinda pacifica (Reinecke) Razafim. & B.Bremer
- Morinda panamensis Seem.
- Morinda pedunculata Valeton
- Morinda persicifolia Buch.-Ham.
- Morinda piperiformis Miq.
- Morinda ramosa (Lauterb.) Razafim. & B.Bremer
- Morinda rosiflora Y.Z.Ruan
- Morinda royoc L.
- Morinda scabrida Craib
- Morinda schultzei Valeton
- Morinda sessiliflora Bertol.
- Morinda talmyi (Pit.) Chantar.
- Morinda titanophylla E.M.A.Petit
- Morinda tomentosa B.Heyne ex Roth
- Morinda turbacensis Kunth
- Morinda undulata Y.Z.Ruan